# USS Pennsylvania (BB-38)
Pour les autres navires du même nom, voir USS Pennsylvania.
L’USS Pennsylvania (BB-38) était un cuirassé de la marine américaine, navire de tête de sa classe.

## Histoire

### Pearl Harbor

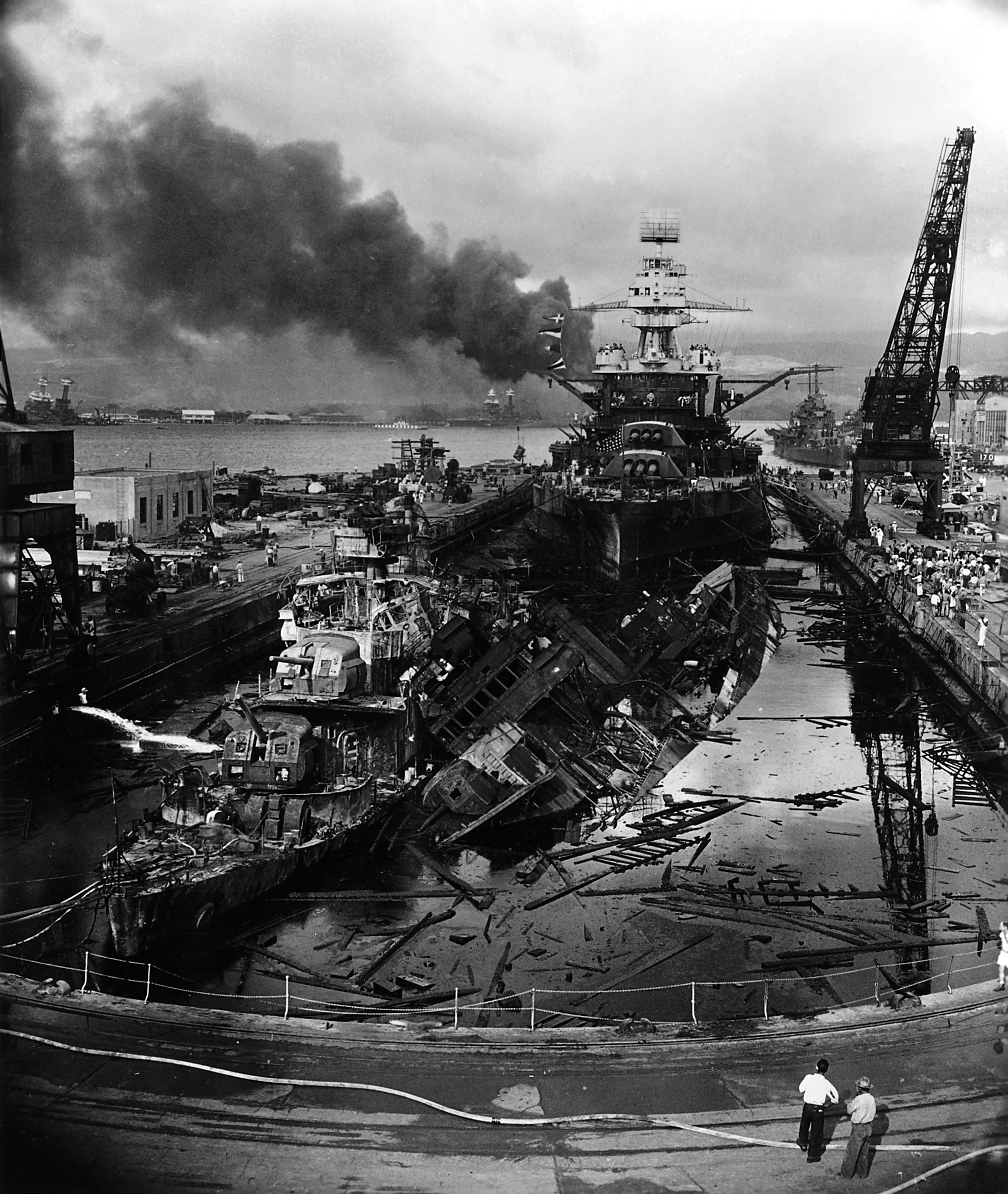
On voit bien ici que les deux destroyers n'ont pas eu de la même chance que le Pennsylvania au fond.

Au cours de l'attaque de Pearl Harbor, le cuirassé est le bâtiment amiral de la Flotte du Pacifique et se trouve en cale sèche dans le bassin de radoub n°1 en compagnie des destroyers USS Cassin et USS Downes. Il se trouve du fait de sa position assez exposé aux torpilles. Au début de l'attaque, personne ne prend au sérieux Georges Walter, le conducteur de la grue se trouvant à proximité du navire et qui tente de prévenir de l'attaque japonaise. Les marins pensent eux que c'est un exercice. Finalement, l'alerte est donnée mais il faut, en l'absence des officiers, enfoncer les portes pour avoir accès aux munitions des canons antiaériens. Le navire, trop bas, ne peut se défendre convenablement et sa mort paraît assurée. Mais le grutier va encore faire parler de lui. Il fait promener son engin sur son rail en faisant tournoyer le câble d'acier de la grue pour empêcher les japonais d'approcher le cuirassé. Cas unique dans les annales de la guerre où une grue se bat contre des avions. Mais une bombe finira par mettre fin à l'œuvre héroïque de Georges Walker, la grue ne peut plus bouger. Sans cette protection, la DCA doit se débrouiller seule et le captain Cooke demande que l'on ouvre doucement les vannes de la cale avant que les japonais ne détruisent celle-ci ce qui aurait pour effet de provoquer une arrivée d'eau trop importante. Pour les canonniers, la situation n'est guère meilleure, les munitions ne sont pas en bon état et, situation de paix oblige, le monte-charge électrique est arrêté. Au terme de la première vague, le Pennsylvania est encore intact et n'a reçu aucun projectile.
Dès le début de la deuxième vague d'attaque, à 9h06, une bombe explose sur le pont des embarcations, dans la casemate d'un canon de 127 mm tuant Craig, celui qui revenait sur le navire après avoir ouvert les vannes et fait doubler les aussières. Il y a aussi 17 autres morts et une trentaine de blessés, le bilan total étant de 32 tués. Maintenant qu'il flotte, le navire dispose d'un champ de vue plus important permettant aux canonniers de voir arriver les avions. Cela le sauvera peut-être mais les deux destroyers situés dans la même cale seront eux détruits. Pour parer à un débarquement qui paraît sûr, le cuirassé, encore en état de tirer, a braqué ses pièces de 356 mm vers l'entrée de la rade. 

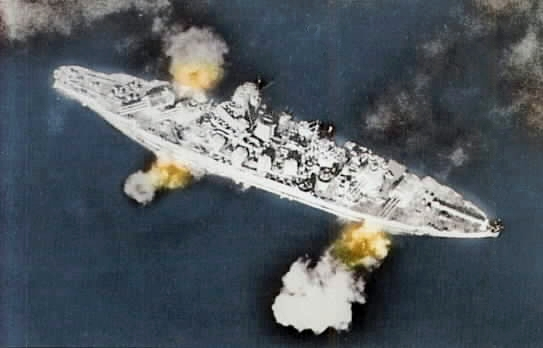
Le Pennsylvania en action lors de la seconde bataille de Guam en 1944.

Il sera, en fait, un des seuls cuirassés avec le Maryland et le Tennessee à ne pas avoir été trop endommagé, ne recevant qu'une seule bombe de 250 kg. Il sera ainsi très vite remis en service en mars 1942 et pourra participer à la guerre contre les Japonais. En 1945, il fait partie du Battleship Squadron 1 avec les autres cuirassés survivant de l'attaque de Pearl Harbor.